# Documenta 3
La manifestation documenta 3 (aussi documenta III) est la troisième édition de l'exposition quinquennale d'art contemporain documenta.
Elle s'est déroulée du 27 juin au 5 octobre 1964 à Cassel, en Allemagne. Le directeur artistique était Arnold Bode avec comme principal collaborateur l'historien de l'art Werner Haftmann.

## Participants
| A                            |                         |                                    |                             |                                  |  |
| Valerio Adami                | Robert Adams            | Hans Aeschbacher                   | Afro                        | Yaacov Agam                      |  |
| Pierre Alechinsky            | Horst Antes             | Karel Appel                        | Arman                       | Kenneth Armitage                 |  |
| Hans Arp                     | René Auberjonois        | Joannis Avramidis                  | Kenjirō Azuma               |                                  |  |
| B                            |                         |                                    |                             |                                  |  |
| Francis Bacon                | Ernst Barlach           | Saul Bass                          | Willi Baumeister            | Herbert Bayer                    |  |
| Thomas Bayrle                | Jean Bazaine            | Max Beckmann                       | Hans Bellmer                | Lucian Bernhard                  |  |
| Janez Bernik                 | Miguel Berrocal         | Joseph Beuys                       | Max Bill                    | Julius Bissier                   |  |
| Roger Bissière               | Karl Oskar Blase        | Umberto Boccioni                   | Kay Bojesen                 | Pierre Bonnard                   |  |
| Lee Bontecou                 | Constantin Brâncuși     | Georges Braque                     | Rodolphe Bresdin            | Donald Brun                      |  |
| Peter Brüning                | Klaus Burkhardt         | Alberto Burri                      | Will Burtin                 | Pol Bury                         |  |
| C                            |                         |                                    |                             |                                  |  |
| Alexander Calder             | Jean Carlu              | Anthony Caro                       | Carlo Carrà                 | A. M. Cassandre                  |  |
| César                        | Paul Cézanne            | Lynn Chadwick                      | Marc Chagall                | Avinash Chandra                  |  |
| Eduardo Chillida             | Giorgio de Chirico      | Roman Cieślewicz                   | Emil Cimiotti               | Antoni Clavé                     |  |
| Jean Cocteau                 | Bernard Cohen           | Harold Cohen                       | Paul Colin                  | Pietro Consagra                  |  |
| Constant                     | Lovis Corinth           | Corneille (Corneille van Beverloo) | Willem Hendrik Crouwel      |                                  |  |
| D                            |                         |                                    |                             |                                  |  |
| Miodrag Djuric (Dado)        | Radomir Damnjanović     | Jean David (de)                    | Alan Davie                  | Robyn Denny                      |  |
| André Derain                 | Charles Despiau         | Otto Dix                           | Eugène Dodeigne             | Piero Dorazio                    |  |
| Jean Dubuffet                | Marcel Duchamp          | Raoul Dufy                         | Dušan Džamonja              |                                  |  |
| E                            |                         |                                    |                             |                                  |  |
| Charles Eames                | Thomas Eckersley        | Dick Elffers                       | Martin Engelman             | Michael Engelmann                |  |
| James Ensor                  | Hans Erni               | Max Ernst                          |                             |                                  |  |
| F                            |                         |                                    |                             |                                  |  |
| Joseph Fassbender            | Gerson Fehrenbach       | Lyonel Feininger                   | Lothar Fischer              | Klaus Flesche                    |  |
| John Forrester               | Sam Francis             | Otto Freundlich                    |                             |                                  |  |
| G                            |                         |                                    |                             |                                  |  |
| Horacio Garcia Rossi         | Rupprecht Geiger        | Vic Gentils                        | Nicholas Georgiadis         | Karl Gerstner                    |  |
| Quinto Ghermandi             | Alberto Giacometti      | Werner Gilles                      | Hermann Goepfert            | Roland Goeschl                   |  |
| Vincent van Gogh             | Leon Golub              | Julio González                     | Arshile Gorky               | HAP Grieshaber                   |  |
| Franco Grignani              | Juan Gris               | George Grosz                       | Waldemar Grzimek            | Hans Gugelot                     |  |
| Constantin Guys              |                         |                                    |                             |                                  |  |
| H                            |                         |                                    |                             |                                  |  |
| Günter Haese                 | Étienne Hajdú           | Otto Herbert Hajek                 | Hara Hiromu                 | Hans Hartung                     |  |
| Karl Hartung                 | Erich Hauser            | Josef Hegenbarth                   | Bernhard Heiliger           | Anton Heyboer                    |  |
| Hans Georg Hillmann          | Jochen Hiltmann         | George Him                         | Herbert Hirche              | Paul Van Hoeydonck               |  |
| Rudolf Hoflehner             | Wolfgang Hollegha       | Max Huber                          | Friedensreich Hundertwasser |                                  |  |
| I                            |                         |                                    |                             |                                  |  |
| Jean Ipoustéguy              |                         |                                    |                             |                                  |  |
| J                            |                         |                                    |                             |                                  |  |
| Arne Jacobsen                | Bernhard Jäger          | Paul Jenkins                       | Alfred Jensen (en)          | Jasper Johns                     |  |
| Allen Jones                  | Asger Jorn              |                                    |                             |                                  |  |
| K                            |                         |                                    |                             |                                  |  |
| Yūsaku Kamekura              | Vassily Kandinsky       | Herbert W. Kapitzki                | Edward McKnight Kauffer     | Ellsworth Kelly                  |  |
| Zoltán Kemény                | Walter Maria Kersting   | Günther Kieser                     | Phillip King                | Ernst Ludwig Kirchner            |  |
| R. B. Kitaj                  | Paul Klee               | Yves Klein                         | Gustav Klimt                | Franz Kline                      |  |
| Aleksander Kobzdej           | Hans Kock               | Fritz Koenig                       | Oskar Kokoschka             | Kōno Takashi                     |  |
| Willem de Kooning            | Harry Kramer            | Norbert Kricke                     | Klaus Kröger                | Alfred Kubin                     |  |
| Rainer Küchenmeister         |                         |                                    |                             |                                  |  |
| L                            |                         |                                    |                             |                                  |  |
| Wifredo Lam                  | André Lanskoy           | Berto Lardera                      | Henri Laurens               | Fernand Léger                    |  |
| Wilhelm Lehmbruck            | Jan Lenica              | Julio Le Parc                      | Herbert Leupin              | Jan Lewitt                       |  |
| Richard Lin                  | Jacques Lipchitz        | Jules Lismonde                     | El Lissitzky                | Wilhelm Loth                     |  |
| Morris Louis                 | Lucebert                | Bernhard Luginbühl                 |                             |                                  |  |
| M                            |                         |                                    |                             |                                  |  |
| Heinz Mack                   | August Macke            | James McGarrell                    | Aristide Maillol            | Alfred Manessier                 |  |
| Franz Marc                   | Gerhard Marcks          | Marino Marini                      | Albert Marquet              | Étienne Martin                   |  |
| André Masson                 | Gregory Masurovsky      | Henri Matisse                      | Roberto Matta               | Almir Mavignier                  |  |
| Jean Messagier               | James Metcalf           | Hans Mettel                        | Otto Meyer-Amden            | Brigitte Matschinsky-Denninghoff |  |
| Henri Michaux                | Hans Michel             | Ludwig Mies van der Rohe           | Josef Mikl                  | Joan Miró                        |  |
| Paula Modersohn-Becker       | Amedeo Modigliani       | Piet Mondrian                      | Pitt Moog                   | Henry Moore                      |  |
| Giorgio Morandi              | François Morellet       | Richard Mortensen                  | Robert Motherwell           | Bruno Munari                     |  |
| Edvard Munch                 |                         |                                    |                             |                                  |  |
| N                            |                         |                                    |                             |                                  |  |
| Kazumasa Nagai               | Jacques Nathan-Garamond | Ernst Wilhelm Nay                  | Renee Nele                  | Rolf Nesch                       |  |
| Louise Nevelson              | Ben Nicholson           | Erik Nitsche                       | Marcello Nizzoli            | Georges Noël                     |  |
| Isamu Noguchi                | Emil Nolde              | Eliot Noyes                        |                             |                                  |  |
| O                            |                         |                                    |                             |                                  |  |
| Richard Oelze                | Kenzō Okada             | Christian d’Orgeix                 | Alfonso Ossorio             |                                  |  |
| P                            |                         |                                    |                             |                                  |  |
| Eduardo Paolozzi             | Jules Pascin            | Victor Pasmore                     | Alicia Penalba              | Constant Permeke                 |  |
| Celestino Piatti             | Pablo Picasso           | Otto Piene                         | Pierluca                    | Édouard Pignon                   |  |
| Giovanni Pintori             | Filippo De Pisis        | Serge Poliakoff                    | Jackson Pollock             | Giò Pomodoro                     |  |
| Carl Pott                    | Concetto Pozzati        | Heimrad Prem                       |                             |                                  |  |
| R                            |                         |                                    |                             |                                  |  |
| Dieter Rams                  | Robert Rauschenberg     | Odilon Redon                       | Josua Reichert              | Bernard Réquichot                |  |
| Germaine Richier             | George Rickey           | Gerrit Rietveld                    | Jean-Paul Riopelle          | Günter Ferdinand Ris             |  |
| Larry Rivers                 | Auguste Rodin           | Giuseppe Romagnoni                 |                             |                                  |  |
| S                            |                         |                                    |                             |                                  |  |
| Willem Sandberg              | Giuseppe Santomaso      | Antonio Saura                      | Raymond Savignac            | Egon Schiele                     |  |
| Hans Schleger (Zéró)         | Oskar Schlemmer         | Joost Schmidt                      | Wolfgang Schmidt (de)       | Nicolas Schöffer                 |  |
| Paul Schuitema               | Bernard Schultze        | Emil Schumacher                    | Kurt Schwitters             | Scipione (Gino Bonichi)          |  |
| William Scott                | Gustav Seitz            | Jason Seley                        | Georges Seurat              | Gino Severini                    |  |
| Ben Shahn                    | Paul Signac             | Mario Sironi                       | David Smith                 | Francisco Sobrino                |  |
| K.R.H. Sonderborg            | Jesús Rafael Soto       | Pierre Soulages                    | Chaim Soutine               | Jannis Spyropoulos               |  |
| Toni Stadler                 | Nicolas de Staël        | Anton Stankowski                   | Joël Stein                  | Hans Steinbrenner                |  |
| Klaus Steinbrenner           | Magnus Stephensen       | Kumi Sugai                         | Richard Süßmuth             | Marko Šuštaršič                  |  |
| Graham Sutherland            | Waldemar Świerzy        | Árpád Szenes                       | Rolf Szymanski              |                                  |  |
| T                            |                         |                                    |                             |                                  |  |
| Jun Tabohashi                | Shinkichi Tajiri        | Ikkō Tanaka                        | Antoni Tàpies               | Hervé Télémaque                  |  |
| Fred Thieler                 | Jean Tinguely           | Mark Tobey                         | Henri de Toulouse-Lautrec   | Harold Town                      |  |
| Otto Heinrich Treumann       | Hann Trier              | Heinz Trökes                       | Jan Tschichold              |                                  |  |
| U                            |                         |                                    |                             |                                  |  |
| Günther Uecker               | Hans Uhlmann            | Reva Urban                         | Andreas Urteil              |                                  |  |
| V                            |                         |                                    |                             |                                  |  |
| Suzanne Valadon              | Italo Valenti           | Victor Vasarely                    | Emilio Vedova               | Bram van Velde                   |  |
| Maria Helena Vieira da Silva | Jacques Villon          | Paul Voss                          | Édouard Vuillard            |                                  |  |
| W                            |                         |                                    |                             |                                  |  |
| Wilhelm Wagenfeld            | Hans Wegner             | Hendrik Nicolaas Werkman           | Brett Whiteley              | Carl Heinz Wienert               |  |
| Gerhard Wind                 | Fritz Winter            | Tapio Wirkkala                     | Wols                        | Fritz Wotruba                    |  |
| Paul Wunderlich              |                         |                                    |                             |                                  |  |
| Y                            |                         |                                    |                             |                                  |  |
| Ryūichi Yamashiro            | Sori Yanagi             | Yvaral                             |                             |                                  |  |
| Z                            |                         |                                    |                             |                                  |  |
| Stanislaw Zagorski           | Piet Zwart              |                                    |                             |                                  |  |